# Giorgio Manin
Giorgio Manin (Venezia, 10 maggio 1831 – Venezia, 15 ottobre 1882) è stato un patriota italiano.
(Ernesto Renan)

## Biografia
Figlio di Daniele Manin e di Teresa Perissinotti, fu da sempre attratto dalle scienze e dalle scoperte tecnologiche; gli interessavano gli studi scientifici sull'elettricità e sul magnetismo, ma nel 1848 fu costretto a subire le vicissitudini del padre.
Era in casa quando il 15 gennaio lo vide portare in prigione dagli austriaci per i suoi scritti in polemica con l'impero austriaco.
Era nella folla che il 17 marzo attendeva il veliero postale sul molo di Venezia in attesa delle notizie sulla rivoluzione di Vienna e subito dopo quando la folla liberò il padre dalla prigione, in piazza San Marco ad ascoltare il padre mentre infuriavano i disordini.
Ancora in prima linea, quando il 22 marzo il padre soffocò sul nascere la rivoluzione violenta che si stava realizzando con l'assalto all'Arsenale da parte degli operai e che si concluse con la morte dell'unica vittima di quella rivoluzione,  il direttore Marinovich.
Ed anche il 23 marzo, quando a furor di popolo il padre, proclamò la Repubblica di San Marco, insieme a Niccolò Tommaseo e Pietro Paleocapa.
Finita male la prima guerra d'indipendenza, Venezia fu messa sotto assedio e Giorgio Manin dimostrò di non conoscere la paura almeno in due occasioni.
Una volta tornando a casa sorridente con un foro di proiettile nel cappello ed un'altra volta quando, travestito, attraversò le linee nemiche per spiare le postazioni d'artiglieria austriache.
Alla resa di Venezia, Giorgio Manin con il padre, la madre e la sorella Emilia il 27 agosto salì a bordo del piroscafo francese Plutone che li portò in Francia.
La madre, già provata nel fisico, appena giunti a Marsiglia morì di colera e la sorella Emilia seguì la sorte della madre appena giunti a Parigi.
Il giovane Manin rimase con il padre che, nonostante le numerose offerte di aiuto, preferì guadagnarsi il pane dando lezioni d'italiano, e si rimise a studiare ingegneria con grandi sacrifici.
Nel 1855 si laureò come ingegnere metallurgico e trovò un posto presso gli stabilimenti della ferrovia dell'Ovest.
Nel 1857 il padre gli morì tra le braccia a Parigi e Giorgio, sofferente di cuore, decise di tornare in Italia. Si fermò a Genova per riprendersi ed in seguito passò a Torino, dove fu ricevuto da Vittorio Emanuele II.
Nel 1859, nella seconda guerra di indipendenza fu tenente di stato maggiore e aiutante di campo del generale Ulloa in Toscana al seguito dell'esercito comandato dal principe Girolamo Bonaparte.
Il 5 maggio 1860 fu con il generale Garibaldi quando la spedizione dei Mille salpò da Quarto per la Sicilia.
Nella battaglia di Calatafimi venne ferito ad una gamba e, nonostante le sofferenze che gli procurava la ferita, volle essere ancora con Garibaldi alla presa di Palermo.
All'assalto di Porta Termini il suo cavallo morì sotto di lui e venne di nuovo ferito; portato all'ospedale trovò un suo compagno di lotta, Benedetto Cairoli, con il quale era pronto a morire per affrontare l'assalto delle truppe napoletane quando un incendio fece scappare tutti.
Trascinandosi riuscì a portarsi in salvo, ma non poté seguire Garibaldi per le ferite riportate e per lui la spedizione delle Due Sicilie finì a Palermo.
Con la fusione dell'esercito di Garibaldi con l'esercito regolare piemontese divenne colonnello di stato maggiore nella IX divisione ma, scosso nella salute, si ritirò a vita privata e riprese i suoi studi preferiti.
Fece parte della Commissione istituita nel dicembre 1861, per redigere il primo elenco dei Mille che sbarcarono a Marsala l'11 maggio 1860. La Commissione era composta dai generali Vincenzo Giordano Orsini, Francesco Stocco, Giovanni Acerbi, dai colonnelli Giuseppe Dezza, Guglielmo Cenni, Benedetto Cairoli e Giorgio Manin, dai maggiori Luigi Miceli, Antonio Della Palù, Giulio Emanuele De Cretsckmann, Francesco Raffaele Curzio e Davide Cesare Uziel e dai capitani Salvatore Calvino e Achille Argentino. La Commissione rilasciò delle autorizzazioni a fregiarsi della medaglia decretata dal Consiglio civico di Palermo il 21 giugno 1860 per gli sbarcati a Marsala. Un altro giurì d'onore riesaminò i titoli dei componenti la spedizione e il Ministero della Guerra pubblicò un nuovo Elenco dei Mille di Marsala, nel bollettino n. 21 dell'anno 1864, in base al quale furono concesse le pensioni. Sulla base del secondo elenco fu redatto in modo definitivo il documento della Gazzetta ufficiale del Regno d'Italia del 12 novembre 1878.
Nel 1866 fu ancora in guerra e nella battaglia di Custoza una granata gli scoppiò vicino e venne ferito ad un braccio.
Alla fine della guerra, al suo ritorno a Venezia venne accolto con tutti gli onori ma, schivo di carattere com'era, preferì isolarsi e proseguire i suoi studi sull'elettricità  e il magnetismo nella sua casa a San Paterniano, che fu già di suo padre.
Amava stare solo, gli piaceva passeggiare solo anche d'inverno, anche se aveva problemi di deambulazione, e a volte si accompagnava con Pietro Cassani, scienziato e poeta.
Gli piaceva discutere con lui di problemi scientifici, di balistica, di esperimenti chimici.
Della sua vita sentimentale non si sa quasi nulla, tranne il fatto che a Parigi, a 18 anni, ebbe modo di conoscere bene la famiglia Scheffer, una famiglia di pittori, e si innamorò, forse ricambiato, di Cornelia Scheffer, figlia di Enrico.
Cornelia, nel 1856, si sposò con Ernest Renan, famoso come orientalista, ma non dimenticò mai il suo amico e per anni corrispose con lui a Venezia; a Venezia andò poi più volte a seguito del marito.
Nel 1867 fu uno dei fondatori del Tiro a segno Nazionale di Venezia, e ne divenne il primo presidente.
Giorgio Manin visse solitario nella sua casa di San Paterniano, dove morì il 15 ottobre 1882.
La sua morte fu un mistero e si parlò anche di suicidio ma, considerando il suo precario stato di salute, le sue ferite, il suo cuore debole, gli esperimenti scientifici che potevano risultare fatali, non si può escludere che tutto ciò possa essere stata la causa della sua morte.